# Heteroturris
Heteroturris é um gênero de gastrópodes pertencente a família Borsoniidae.

## Espécies
- Heteroturris gemmuloides Sysoev, 1997
- Heteroturris kanacospira Kantor, Fedosov & Puillandre, 2018
- Heteroturris serta Sysoev, 1997
- Heteroturris sola Powell, 1967